# 조지 S. 로버트슨
조지 스튜어트 로버트슨 경(Sir George Stuart Robertson, 1872년 5월 25일 ~ 1967년 1월 29일)은 영국의 육상 선수이자 테니스 선수이며 고전학자, 변호사이다. 아테네에서 열린 1896년 하계 올림픽에 참가했다.
로버트슨은 윈체스터 칼리지에서 공부하고 옥스퍼드 대학교 뉴 칼리지에 입학한 뒤 해머던지기로 대표선수(Oxford Blue)에 선출되었고, 1894년에는 그리스어 시로 게이스퍼드 상(Gaisford Prize)을 받기도 했다.
로버트슨은 1896년에 여행 업체의 창가에 붙어 있는 광고를 보고 이렇게 말했다. "고대 그리스는 내가 배우는 학문에 어울려서 나는 올림픽에도 갈 수 있겠네요, 그렇죠?" 로버트슨은 아테네에서 열리는 제1회 근대 올림픽의 개막식에 참석하기 위해 11파운드를 냈다. 아테네에 도착했지만, 로버트슨의 주종목인 해머던지기가 정식 종목에 없었다. 로버트슨은 그 대신 포환던지기 대회와 원반던지기 대회에 나갔다.
원반던지기에서는 25.20m로 4위를 기록했고, 이는 올림픽 원반던지기 역사상 가장 짧은 기록이다.
테니스 단식 경기에서는 1라운드에서 그리스의 콘스탄티노스 파스파티스에게 져서 13명의 참가 선수 중 공동 8위를 기록했다. 복식 경기에서는 오스트레일리아의 에드윈 플랙과 함께 짝을 이뤄서 출전했다. 1라운드는 부전승으로 진출했으며, 준결승전에서는 이집트의 디오니시오스 카스다글리스와 그리스의 데메트리오스 페트로코키노스에게 져서 3위에 올랐다.
로버트슨은 이 대회 폐막식에서 고대 그리스어로 된 송가(Ode)를 암송한 것으로도 사람들에게 기억된다.

## 서훈
- 1928년 기사작위(Knight Bachelor) 서임[3]